# Ballindalloch Castle

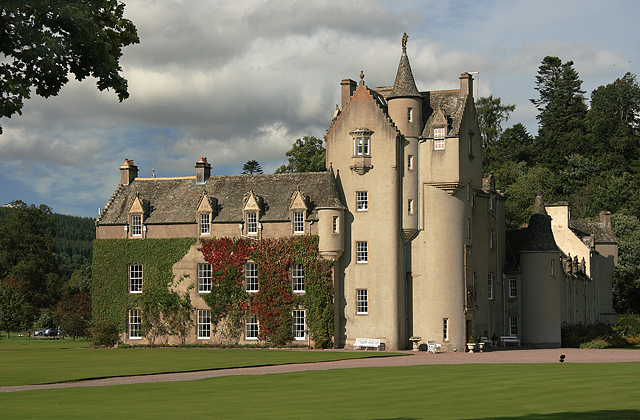
Ballindalloch Castle

Ballindalloch Castle ist eine Burg in der schottischen Council Area Moray. Sie liegt in der traditionellen Grafschaft Banffshire und war seit 1546 der Sitz der Familie Macpherson-Grant, gilt als „Perle des Nordens“. Historic Scotland hat sie als historisches Bauwerk der Kategorie A gelistet. Ebenso ist der zugehörige Taubenturm separat als Kategorie-A-Bauwerk eingestuft. Neun weitere Außenbauwerke sind separat denkmalgeschützt. Als Kategorie-B-Bauwerk ist die im Süden gelegene Hauptpforte und die Ostpforte, das General James Grant Mausoleum, die Gärten, die Stallungen mit Remise, der Gutshof sowie das Bow Cottage. eingestuft. Die Stallungen mit Wohngebäuden sowie das Gärtnerhaus sind hingegen als Denkmäler der Kategorie C geschützt.

## Geschichte
Der erste Wohnturm der Burg mit Z-förmigem Grundriss wurde 1546 erbaut. Nach der Plünderung und Brandschatzung durch James Graham, den 1. Marquess of Montrose, wurde das Gebäude 1645 restauriert.
1770 ließ General James Grant aus dem Amerikanischen Unabhängigkeitskrieg (dessen Geist die Burg heimsuchen soll) Anbauten anbringen. 1850 schuf der Architekt Thomas Mackenzie weitere Anbauten. Die 1878 erstellten Anbauten wurden während der 1965 durchgeführten Modernisierung größtenteils wieder abgerissen.
Über die Jahrhunderte war die Burg das Heim des Clan Russell und der Familie Macpherson-Grant.
In der Burg befindet sich eine bedeutende Sammlung spanischer Gemälde aus dem 17. Jahrhundert. Das Speisezimmer von Ballindalloch Castle soll von einem Geist namens „Green Lady“ heimgesucht werden.

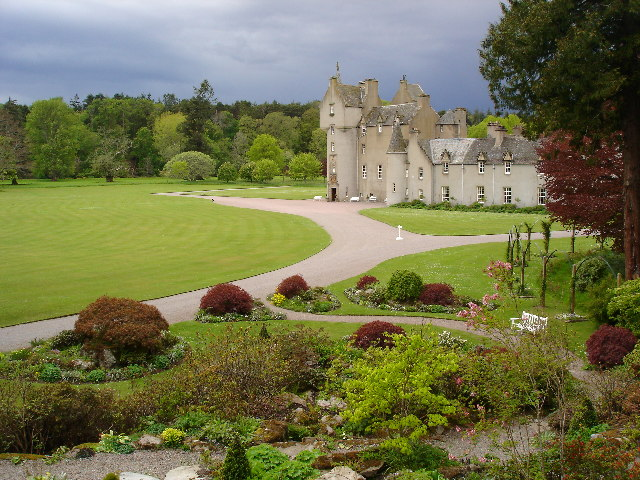
Steingarten

Auf dem Anwesen der Burg finden sich ein Steingarten aus dem 20. Jahrhundert und ein Taubenhaus aus dem 17. Jahrhundert. Die Flüsse Spey und Avon fließen durch das Anwesen und gelten als exzellente Fischgründe. Die berühmte Rinderrasse Aberdeen Angus wird auf dem Anwesen gezüchtet.
Heute lebt immer noch die Familie Macpherson-Grant in der Burg. In den Sommermonaten ist sie für Touristen zugänglich. Eine Reihe von Werkstätten auf dem Gelände werden heute noch betrieben.

## Sagen
Es heißt, die Burg hätte eigentlich an einem besser zu verteidigenden Standort errichtet werden sollen. Als aber die Bauarbeiten begannen, wurde des Nachts eingerissen, was am Tage vorher gebaut worden war. Schließlich hörte der Bauherr, den das Problem sehr ärgerte, eine mysteriöse Stimme, die sagte: „Baue in den Kuhwiesen und es wird keine Unterbrechungen mehr geben!“ Er hielt sich daran und es gab keine weiteren Probleme mit dem Bau.